# Aquis Originis

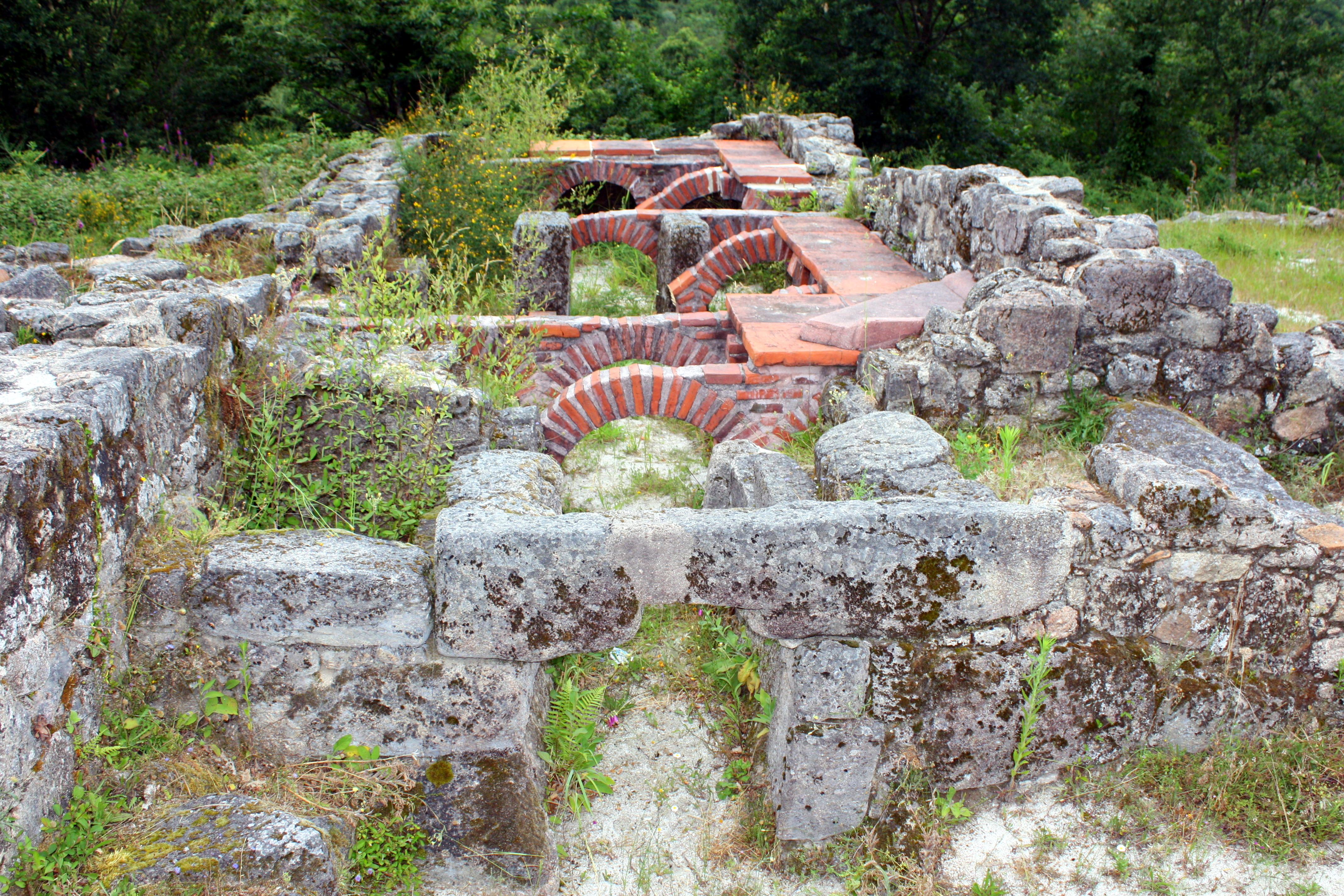
Les ruines de l'hypocauste de Aquis Originis.

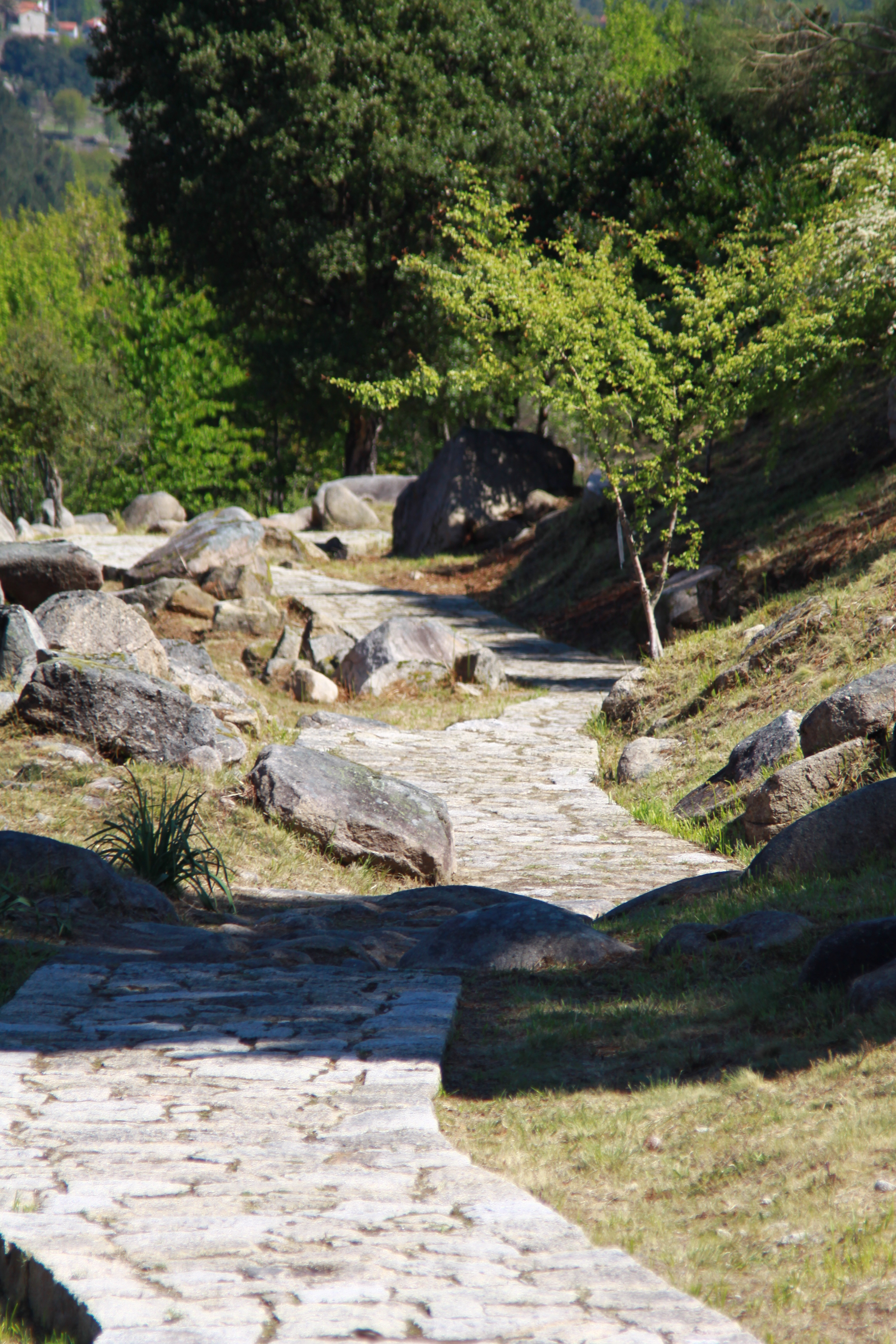
Vue de la Via XVIII près de 2,5 km avant d'atteindre la Aquis Originis au sud.

Aquis Originis est l'un des onze mansio (relais) bordant la Via Nova (via XVIII), route romaine reliant Bracara Augusta à Astúrica Augusta à l'époque de l'empire romain et qui traverse en diagonale l'actuelle province de Ourense en Galice, Espagne.
La mansio est une auberge gérée par l'État, pour le repos des voyageurs qui utilisent les routes romaines. Elle est équipée d'un système de chauffage par le sol, alimenté par des sources chaudes.
La mansio est située dans la paroisse de Rio Caldo, dans la municipalité de Lobios, en plein parc naturel de la Baixa Limia-Serra do Xurés.

## Histoire
En venant de Bracara Augusta, la première mansio de la Via XVIII est Saleniana, au point milliaire 21. Aquis Originis était le relais suivant, à 18 miles plus tard. Le relais suivant est Aquis Querquennis, à 14 miles de Aquis Originis.
Ces complexes sont construits pour offrir refuge et de repos pour les usagers (voyageurs, marchands, militaires, etc.) de la Via Nova. À l'époque, elles voyaient passer un important trafic, car il a peu de routes pour faciliter la communication entre les régions éloignées, et qui rendent possible le commerce des matières premières ainsi que le transport de l'or extrait dans Las Médulas.
La construction de la Aquis Originis correspond à l'époque du Haut Empire Romain. Le système de chauffage par hypocauste conservé correspondent à une construction plus tardive, entre la fin du IIe siècle et au début du IIIe siècle des aménagements postérieurs (IVe siècle, Ve siècle) ont également été découverts.
Le site était connu des habitants vu qu'il s'agit d'un lieu de sources chaudes. En 1988, sont réalisées des  prospections peu profondes ; entre 1989 et 1995 ont lieu cinq campagnes de fouilles archéologiques sur la partie appartenant au Musée archéologique provincial de la province d'Orense. Ces fouilles ont permis de trouver des pièces de monnaie et des objets d'or et de marbre.
Le conseil de la ville de Lobios a acheté le terrain entre 1990 et 1996, et a effectué une mise en valeur par la construction des plates-formes de visite et la mise en place de panneaux explicatifs.

## Caractéristiques
La mansio a une surface d'environ 500 mètres carrés, répartie entre la pars urbana (noble) et la pars rustique. La pars urbana est équipée de cuisines avec fours de chauffe, une autre section est chauffée par les sources chaudes (hipocaustum) et avait une piscine et un péristyle (cour intérieure) entouré de colonnes, avec un sol éventuellement décoré avec des mosaïques et des peintures sur les murs. La zone thermale de l'hypocauste est la mieux conservée de nos jours.
Il est possible que le nom « Aquis Originis » (Aquae Originae, « l'origine des eaux ») provienne du fait que la mansio a été construit à l'endroit même où naissent les eaux de sources chaudes, puisque l'eau n'est amenée d'aucune autre source proche ni qu'il a été nécessaire de construire un système de plomberie. Les eaux sont riches en bicarbonate de sodium et leur température température varie de 55 à 67 degrés celsius.

## Galerie d'images

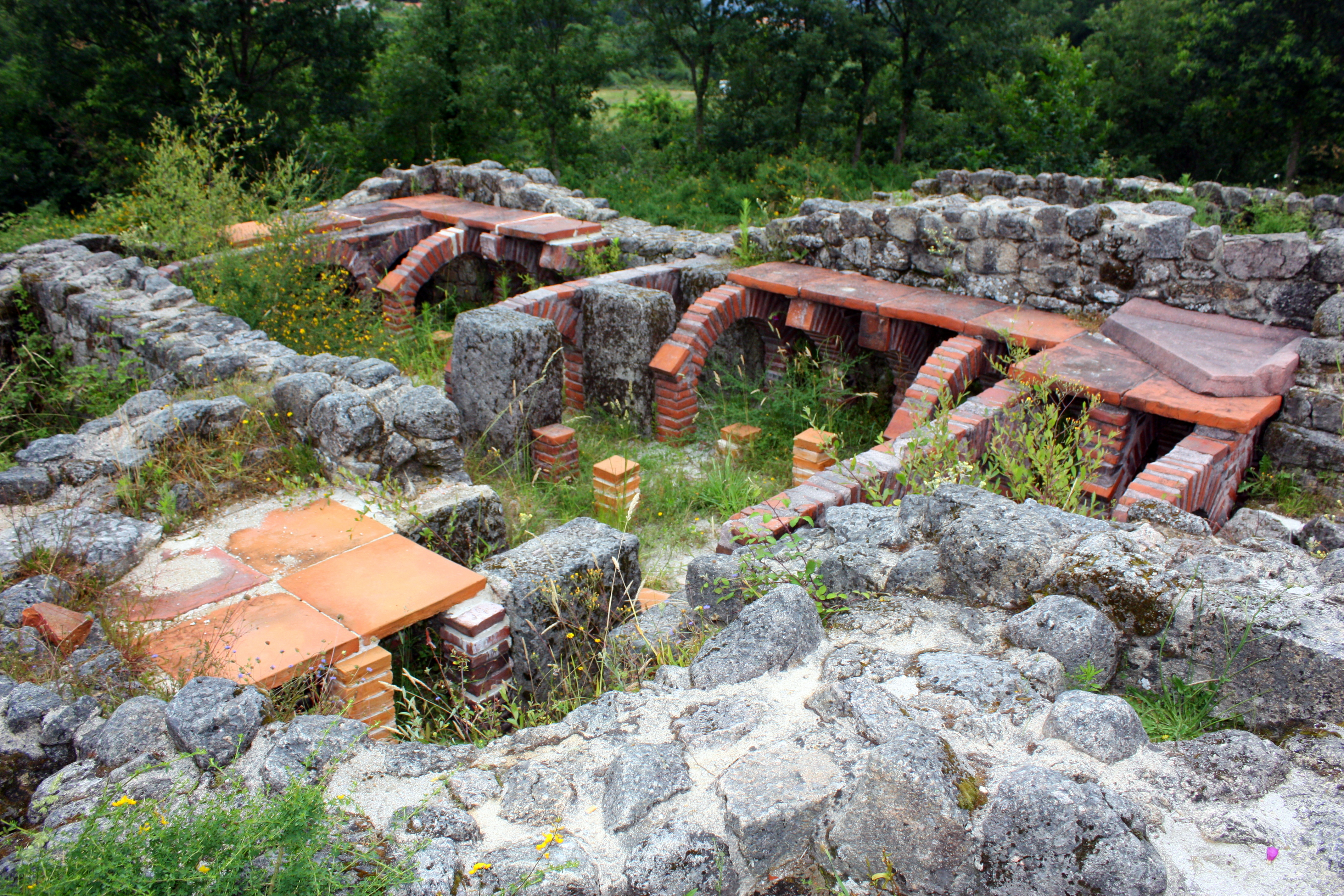
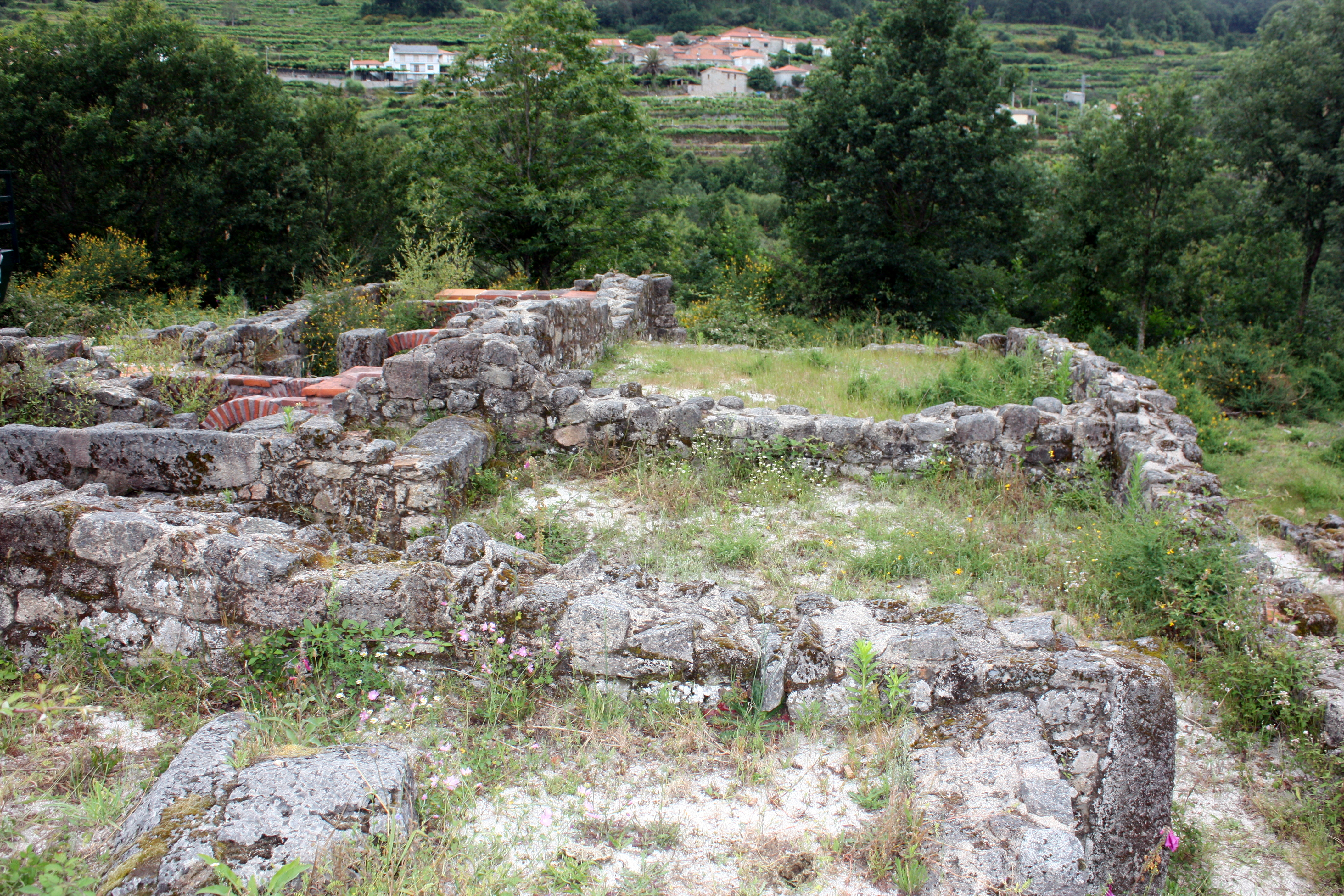
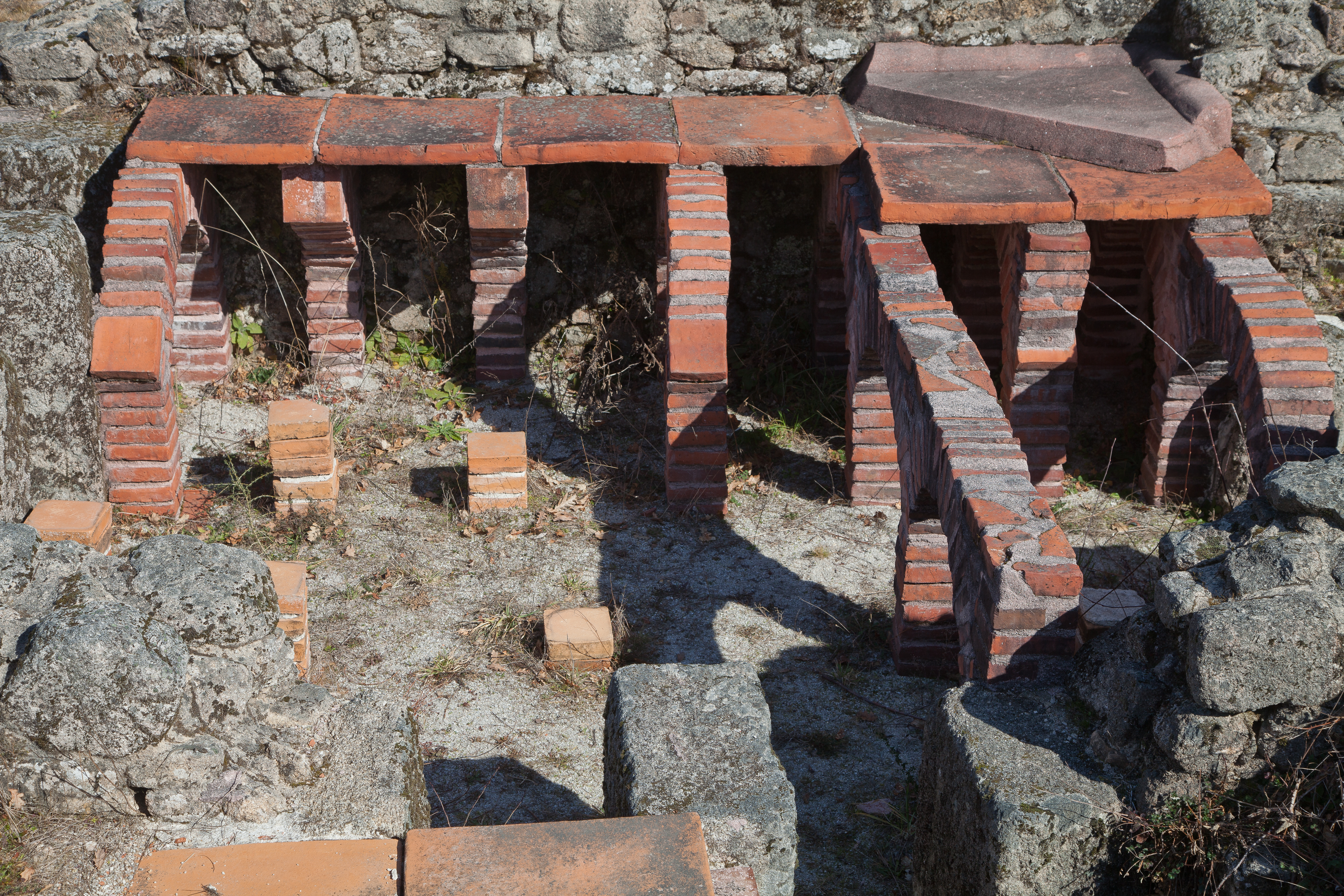
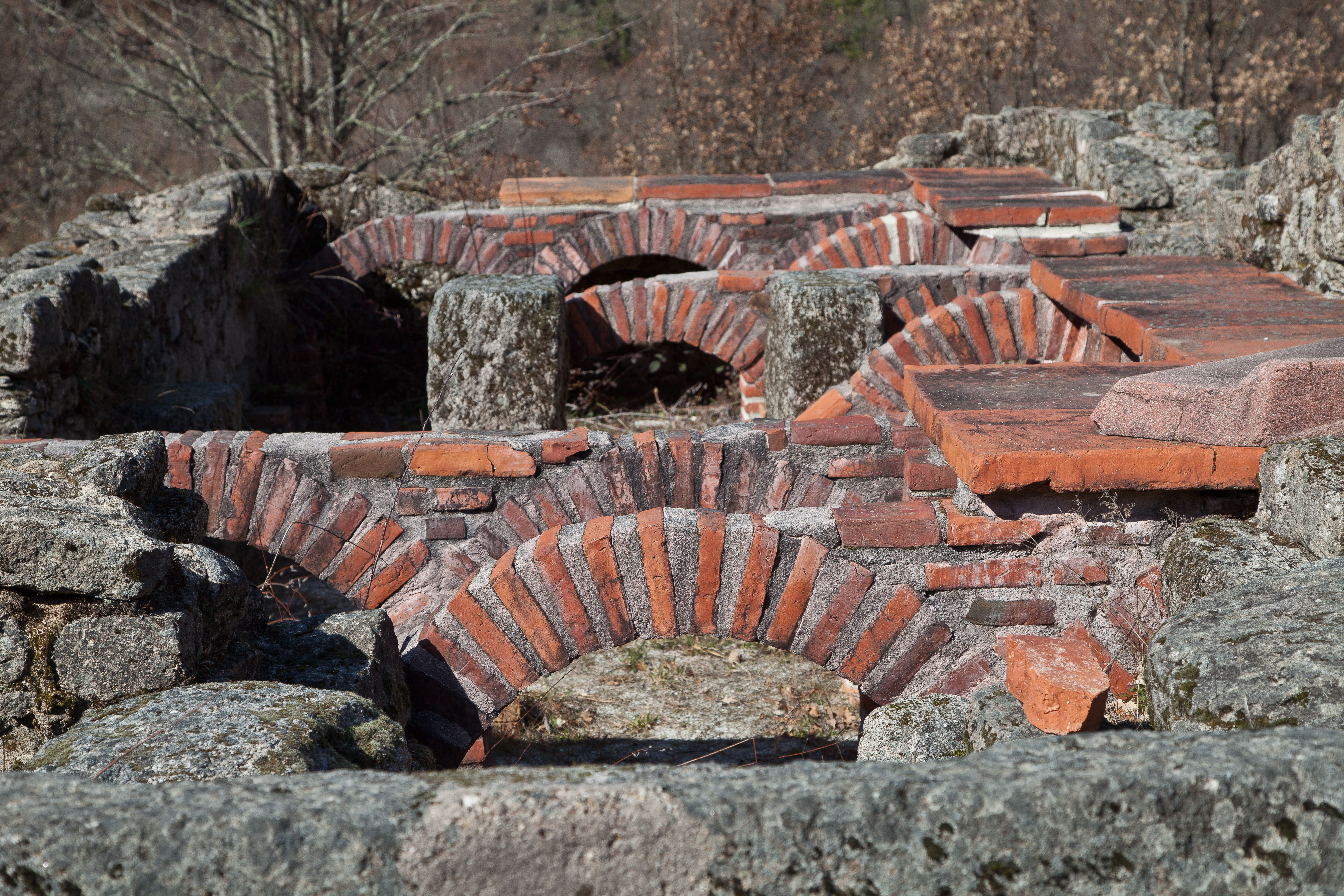